# Волков, Алексей Владимирович (хоккейный защитник)
Алексей Владимирович Волков (род. 30 сентября 1980 года, Уфа, Башкирская АССР, РСФСР, СССР) — российский хоккеист, игравший в клубах высшего дивизиона Белоруссии.

## Биография
Воспитанник хоккейной школы уфимского «Салавата Юлаева», в дубле которого дебютировал в 1999 году в первой лиге. На протяжении игровой карьеры в основном представлял клубы высшей и первой лиг чемпионата России: пензенский «Дизель» (2001/2002), кирово-чепецкую «Олимпию» (2002/2003 и 2007/2008), самарский ЦСК ВВС (2004/2005), нефтекамский «Торос» (2005/2006), оренбургский «Оренбурггазпром-Университет» (2005—2008, с 2007 года назывался «Газпром-ОГУ»), медногорский «Металлург» (2007/2008), Прогресс (хоккейный клуб)|глазовский «Прогресс» и клуб «Брянск» (2012/2013).
Исключением стали два сезона (2003—2005 годы), когда Волков играл в белорусских чемпионате и кубке: в сезоне 2003/2004 в составе новополоцкого «Химика-СКА», в сезоне 2004/2005 — в составе клуба «Витебск», а также три сезона (2008—2011 годы), когда он представлял французский клуб «Альбатрос де Брест», игравший в младших дивизионах национального чемпионата.
Достижения:
- Серебряный призёр чемпионата России среди юношей (1997/1998)
- Серебряный призёр региона Поволжье первой лиги чемпиона России (2005—2007)
- 2008/2009 — Чемпион Division 2 Франции
- 2009/2010 и 2010/2011 — Серебряный призер Division 1 Франции

Тренерская карьера :
- «Торос-2007» Нефтекамск (2013—2017)
- «Лачын» Актаныш (2017—2018)

с апреля 2018 — тренер-преподаватель хоккейно-тренировочного центра BeLikePro, Калининград.